# 日清汽船
日清汽船（にっしんきせん）は清朝末期から中華民国期にかけての中国において船舶を運航していた日本企業。揚子江流域を中心に活動していた。

## 概要
1907年3月、日清戦争後に揚子江航路に進出した海運業の競争回避のため国策で新設され、1898年から1907年まで上海漢口線と上海宜昌線を運営していた大阪商船を含め、日本郵船、湖南汽船、大東汽船から事業の委託が行われた。資本金は810万円。
当時は社長が石渡邦之丞、専務が土佐孝太郎、竹内直哉、白岩龍平、取締役が中橋徳五郎、近藤廉平、監査役が田邊為三郎、有地品之允、杉村正太郎。
1916年には、南洋協会座長の近藤廉平男爵が社長を務めていた。専務は土佐孝太郎、竹内直哉、白岩竜平、取締役は中橋徳五郎、監査役は田辺為三郎、男爵有地品之允。
1921年から1926年の間、北京では北京政変が勃発していたが、ユダヤ系の商人と合弁で上海に旧日清汽船上海支店ビルを建設した。
1926年8月2日には楊森配下の現地兵による銃撃で乗組員3名が負傷する事件に巻き込まれている（万県事件）。1929年貴族院議員の深尾隆太郎男爵が社長に就いた。
1939年8月、日中戦争の激化に伴い日本〜中国間、中国沿岸航路の日本船会社数社による経営航路を統制強化するべく、逓信省の主導で東亜海運が設立され、日清汽船は日本郵船、大阪商船、三井物産、川崎汽船、原田汽船、山下汽船、大同海運、近海郵船、岡崎汽船、阿波国共同汽船と共に中国航路と使用船を現物出資した。これにより全所有船と全航路を失い、東亜海運に吸収される形で持株会社に移行し、1950年に解散した。また東亜海運も1947年に閉鎖された。その後、清算残余財産を元手として1951年に東京汽船傘下の第二会社として「東亜海運」が再建され、東京湾フェリーの運航が開始され現在に至る。

## 歴代役員

### 歴代社長
- 石渡邦之丞[6]
- 近藤廉平男爵[6]
- 竹内直哉[6]
- 森弁治郎[6]
- 深尾隆太郎男爵[6]
- 堀新[6]

### 歴代会長
- 村田省蔵[6]
- 岡田永太郎[6]

### その他
- 渋沢栄一子爵（創立委員、取締役）[6]
- 中橋徳五郎（取締役）[6]
- 堀啓次郎（取締役）[6]
- 白仁武（取締役）[6]
- 各務鎌吉（取締役）[6]
- 大谷登（取締役）[6]
- 有地品之允男爵（監査役）[6]
- 田中市兵衛（監査役）[6]
- 田辺為三郎（監査役）[6]